# First Bank of the United States
El First Bank of the United States (Primer Banc dels Estats Units) va ser una institució bancària establerta legalment el 25 de febrer del 1791 pel Congrés d'aquesta nació. La llicència tenia una durada de vint anys. Va ser ideat per Alexander Hamilton per saldar els deutes que tenia el país des de la Guerra d'Independència i per establir una moneda estable. La seva creació va tenir l'oposició de Thomas Jefferson i es va veure embolicat en un perllongat debat sobre la seva constitucionalitat entre els partits Federalista i Demòcrata-Republicà.
Aquest banc nacional va tenir un paper inesperat però benèfic en prevenir que els bancs estatals del sector privat extralimitessin la seva capacitat de crèdit, restricció que alguns van considerar com un greuge als drets dels estats. Mentrestant els populistes agraris van identificar la institució com una entitat de profit i riquesa, un enemic de la democràcia i els interessos de la gent comuna. Les discrepàncies sobre els assumptes del banc es van acréixer de tal manera que el seu decret no va poder ser renovat en 1811. Les crítiques contra l'organització van assolir el seu punt més alt durant l'administració del President Andrew Jackson.

## Un dels tres

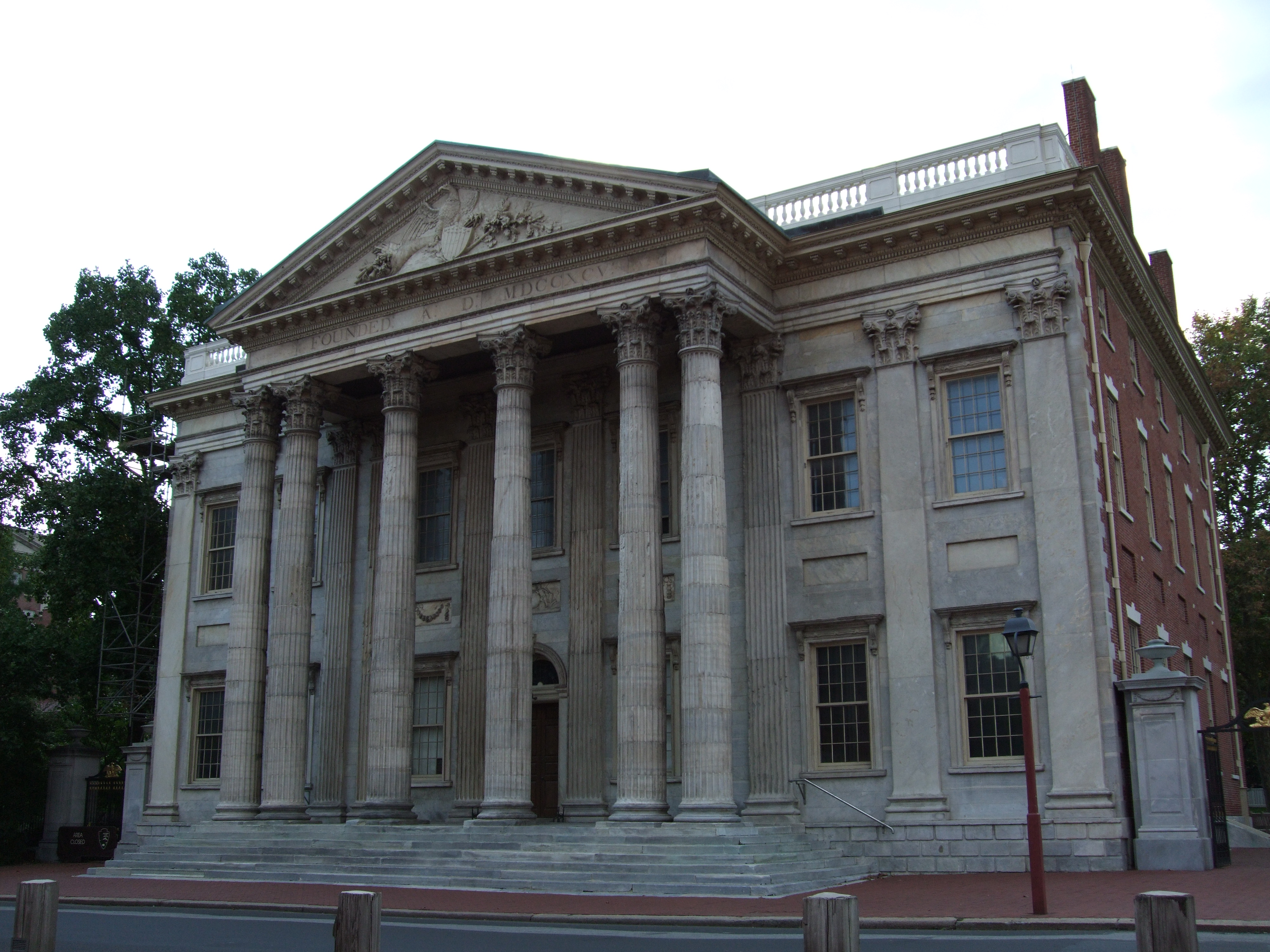
Situat al 116 South Third Street, Filadèlfia, Pennsilvània

En 1791, el Banc dels Estats Units, de vegades denominat "el primer banc dels Estats Units", va ser proposat i dut a terme sota el suport del primer Secretari del Tresor Alexander Hamilton.
Una vegada creada l'edificació i tenint present crear els impostos, el propòsit del projecte de banc de Hamilton era:
- Establiment d'ordre financer, claredat i prioritat en ela recentment formats Estats Units.
- Establiment de crèdit per al país i l'estranger per a la nova nació.
- Resoldre el problema de circulació de diners fiduciaris, i de la divisa Continental emesa pel Congrés Continental immediatament abans i durant la Guerra d'Independència dels Estats Units.[2]

Estudiant al costat del Ministeri d'Hisenda francès Jacques Necker i del seu homòleg britànic d'Hisenda Robert Walpole, Hamilton ja havia fet realitat un banc per al país sencer, no només per a les seccions o estats.
Segons el pla presentat a la primera sessió del Primer Congrés, Hamilton va proposar la creació del finançament inicial per al Banc dels Estats Units a través de la venda de 10 milions de dòlars en accions de les quals el govern dels Estats Units compraria els primers $ 2 milions en accions. Com que el govern dels EUA no disposava aleshores de 2 milions de dòlars, Hamilton va proposar que el govern comprés accions amb els diners que li va prestar el Banc, el préstec es pagaria en deu quotes anuals iguals.
Els restants $ 8 milions d'accions estaria disponible per al públic, tant als Estats Units i com per a l'estranger. El requisit principal d'aquestes compres no governamentals és que una quarta part del preu de compra caldria pagar en or o plata, el saldo restant pot ser pagat en bons, vals acceptable, etc.
Contínuament per insistir en aquestes condicions, el Banc dels Estats Units podria tècnicament posseir $ 500,000 en diners reals i podria concedir préstecs, capitalitzat al límit de 10 milions de dòlars. No obstant això, a diferència del Banc d'Anglaterra, en el que s'inspirava, la funció primària del Banc seria comercial i els interessos privats. Les activitats es desenvoluparien en nom del govern federal, dipositari dels impostos recaptats, fent préstecs a curt termini al govern per cobrir diferències reals o potencials d'ingressos temporals, i actuant com a dipòsit d'entrades i sortides de diners.
Hi havia altres condicions no negociables per al Banc dels Estats Units. Entre aquests van ser els següents:
- Que el Banc seria una empresa privada.
- Que el Banc tindria una lapse de vint anys a partir de 1791 a 1811, el Congrés seria qui renovés o denegués la concessió del banc i els seus estatuts, no obstant això, durant aquest temps cap altre banc federal podria estar autoritzat; els estats tindrien la llibertat de crear bancs interestatals.
- Que el Banc per evitar qualsevol aparença de deshonestedat:

1. Es prohibeix comprar bons del govern.
2. Tenen una rotació obligatòria dels directors.
3. No incórrer en deutes més enllà de la seva actual capitalització.

- Que als accionistes estrangers, resideixin o no als Estats Units, no se'ls permetria votar en les decisions del Banc dels Estats Units.
- Que el Secretari del Tresor tindria llibertat per eliminar els dipòsits del govern, inspeccionar els llibres, i exigir declaracions sobre la condició dels bancs una vegada a la setmana.[4]

Per garantir el bon compliment de les exigències actuals i futures dels seus comptes governamentals, el Banc va requerir una font de finançament addicional per als "pagaments d'interessos sobre deutes assumides per l'Estat que començaren a caure a finals de 1791 ... els pagaments requeririen $ 788,333 a l'any, i que necessitaria uns altres 38.291 dòlars per cobrir les deficiències en els fons que havien estat consignats per als compromisos existents".
Per aconseguir aquest objectiu, Hamilton repeteix un suggeriment que havia fet gairebé un any abans, l'augment del dret d'importació de begudes alcohòliques, a més d'augmentar l'impost al whisky destil·lat al país i altres licors. Aquest va ser l'origen de la Rebel·lió del Whisky.